# Зуберец
Зуберец (словац. Zuberec) — село, громада округу Тврдошін, Жилінський край. Кадастрова площа громади — 72.33 км².
Населення 1835 осіб (станом на 31 грудня 2018 року).

## Історія
Зуберец згадується 1592 року.

## Географія
Протікають річки Мілотінка; Латана і Волярисько.

## Населення
| Рік:            | 1994. | 2004.   | 2014.   | 2024.   |
| --------------- | ----- | ------- | ------- | ------- |
| Кількість осіб: | 1682  | 1814    | 1840    | 1928    |
| Різниця:        |       | +7,84 % | +1,43 % | +4,78 % |

| Рік:            | 2023. | 2024.   |
| --------------- | ----- | ------- |
| Кількість осіб: | 1945  | 1928    |
| Різниця:        |       | -0,87 % |